# 수륜초등학교
수륜초등학교는 대한민국 경상북도 성주군에 있는 초등학교다.

## 학교 연혁
- 1949.09.26 개교 (수륜면, 신정동 봉조광업사 사무실)
- 1949.09.26 수륜국민학교로 설립인가
- 1949.12.01 5학급 편성
- 1950.08.03 6.25 동란으로 임시휴교
- 1951.09.05 본 교사로 이전 (수륜면 신파리 41번지)
- 1953.05.20 정호공사 준공
- 1981.03.01 병설 유치원 인가
- 1983.03.01 백운분교 편입
- 1990.03.01 명륜분교 편입
- 1993.03.01 백운, 명륜분교장 통합폐쇄
- 1996.03.01 수륜초등학교로 개칭
- 1996.03.01 특수학급 1학급 편성
- 2001.02.01 학내망 및 인터넷 환경구축
- 2011.03.01 이양호 교장선생님 취임
- 2012.03.01 경상북도교육청지정 '즐거운학교' 운영
- 2012.03.01 지사초등학교 통폐합
- 2015.02.13 제65회 졸업(6명 졸업, 총 4137명)
- 2015.03.01 정명헌 교장선생님 취임
- 2015.03.01 일반학급 6학급, 특수학급 1학급 편성